# ABA Liga 2020-2021
La ABA Liga 2020-2021 è la 20ª edizione della Lega Adriatica.

## Squadre

### Promozione e retrocessione
Partecipano 14 squadre, di cui 12 provenienti dalla stagione 2019–20 e due squadre che ottengo due wild card dalla ABA 2 Liga 2019-2020 (Košarkaški klub Borac Čačak e Košarkaški klub Split le due squadre con la migliore posizione in classifica.

### Squalifica
Il 17 dicembre il club sloveno Koper Primorska è stato squalificato dalla competizione dopo non essere riuscito a disputare due sfide consecutive a causa di problemi economici. A seguito di ciò la competizione si è svolta con solo le 13 squadre rimaste.

### Squadre partecipanti
Serbia
- FMP Belgrado
- Mega Belgrado
- Partizan
- Stella Rossa
- Borac Čačak

 Croazia
- Spalato
- Cibona Zagabria
- Zara

 Slovenia
- Primorska
- Cedevita Olimpija
- Krka Novo mesto

 Montenegro
- Mornar Bar
- Budućnost

 Bosnia ed Erzegovina
- Igokea

## Regular season
Classifica aggiornata all'11 marzo 2020
|  | Qualificate per la Final four                         |
|  | Qualificata per lo spareggio retrocessione/promozione |
|  | Squalificata                                          |

|     | Squadra                  | G  | V  | P  | PF   | PS   | Diff. | P.ti |
| --- | ------------------------ | -- | -- | -- | ---- | ---- | ----- | ---- |
| 1.  | Stella Rossa mts         | 26 | 23 | 3  | 2064 | 1694 | +370  | 49   |
| 2.  | Budućnost VOLI Podgorica | 26 | 22 | 4  | 2056 | 1811 | +245  | 48   |
| 3.  | Mornar Bar               | 26 | 19 | 7  | 2066 | 1890 | +176  | 45   |
| 4.  | Igokea                   | 26 | 19 | 7  | 1973 | 1846 | +127  | 45   |
| 5.  | Cedevita Olimpija        | 26 | 18 | 8  | 2116 | 1947 | +169  | 44   |
| 6.  | Mega Soccerbet           | 26 | 14 | 12 | 1996 | 1955 | +41   | 40   |
| 7.  | Partizan NIS             | 26 | 13 | 13 | 2003 | 1903 | +100  | 39   |
| 8.  | FMP Belgrado             | 26 | 11 | 15 | 2049 | 2135 | -86   | 37   |
| 9.  | Cibona Zagabria          | 26 | 10 | 16 | 1897 | 1998 | -101  | 36   |
| 10. | Zadar                    | 26 | 9  | 17 | 1804 | 1923 | -119  | 35   |
| 11. | Borac Čačak              | 26 | 8  | 18 | 1919 | 1978 | -59   | 34   |
| 12. | Krka                     | 26 | 8  | 18 | 1748 | 1938 | -190  | 34   |
| 13. | Spalato                  | 26 | 8  | 18 | 1816 | 1969 | -153  | 34   |
| 14. | Koper Primorska          | 26 | 0  | 26 | 0    | 520  | -520  | 0    |

## Playoff

### Tabellone
|  | Semifinali | Semifinali   | Semifinali |           |   | Finale       | Finale | Finale |  |
|  |            |              |            |           |   |              |        |        |  |
|  | 1          | Stella Rossa | 2          |           |   |              |        |        |  |
|  | 1          | Stella Rossa | 2          |           |   |              |        |        |  |
|  | 4          | Igokea       | 1          |           |   |              |        |        |  |
|  | 4          | Igokea       | 1          |           | 1 | Stella Rossa | 3      |        |  |
|  |            |              |            |           | 1 | Stella Rossa | 3      |        |  |
|  |            |              | 2          | Budućnost | 2 |              |        |        |  |
|  | 2          | Budućnost    | 2          | Budućnost | 2 | 2            |        |        |  |
|  | 2          | Budućnost    |            |           |   |              |        |        |  |
|  | 3          | Mornar Bar   | 0          |           |   |              |        |        |  |

### Semifinali
| Squadra 1                | Totale | Squadra 2  | Gara 1 | Gara 2 | Gara 3 |
| ------------------------ | ------ | ---------- | ------ | ------ | ------ |
| Stella Rossa mts         | 2 - 1  | Igokea     | 76-61  | 68-81  | 76-53  |
| Budućnost VOLI Podgorica | 2 - 0  | Mornar Bar | 97-88  | 92-81  | -      |

### Finale
| Squadra 1        | Totale | Squadra 2                | Gara 1 | Gara 2 | Gara 3 | Gara 4 | Gara 5 |
| ---------------- | ------ | ------------------------ | ------ | ------ | ------ | ------ | ------ |
| Stella Rossa mts | 3 - 2  | Budućnost VOLI Podgorica | 82-78  | 85-79  | 71-75  | 80-81  | 67-60  |

## Spareggio retrocessione/promozione
| Squadra 1 | Totale | Squadra 2 | Gara 1 | Gara 2 | Gara 3 |
| --------- | ------ | --------- | ------ | ------ | ------ |
| Spalato   | 2-1    | Spars     | 70-76  | 84-64  | 90-60  |

## Squadre della Lega Adriatica partecipanti nelle competizioni europee
| Squadra                  | Competizione     | Andamento        |
| ------------------------ | ---------------- | ---------------- |
| Stella Rossa mts         | Euroleague       | Regular season   |
| Budućnost VOLI Podgorica | Eurocup          | Quarti di finale |
| Partizan NIS             | Eurocup          | Top 16           |
| Mornar Bar               | Eurocup          | Top 16           |
| Cedevita Olimpija        | Eurocup          | Top 16           |
| Igokea                   | Champions League | Play-off         |

## Premi e riconoscimenti
- ABA Liga MVP:  Filip Petrušev,  Mega Belgrado[3]
- ABA Liga Finals MVP:  Landry Nnoko,  Stella Rossa
- Allenatore dell'anno:  Dragan Bajić,  Igokea[4]
- Miglior prospetto:  Filip Petrušev,  Mega Belgrado[5]
- Miglior difensore:  Branko Lazić,  Stella Rossa
- Quintetto ideale:[6]
  -  Jordan Loyd,  Stella Rossa
  -  Nikola Ivanović,  Budućnost
  -  Jaka Blažič,  Cedevita Olimpija
  -  Filip Petrušev,  Mega Belgrado
  -  Marko Simonović,  Mega Belgrado